# Himitsu (film, 1999)
Pour les articles homonymes, voir Himitsu.
Pour plus de détails, voir Fiche technique et Distribution.
Himitsu (秘密) est un film japonais réalisé par Yōjirō Takita sur un scénario de Hiroshi Saitō tiré du roman homonyme (en) de Keigo Higashino et sorti en 1999.

## Synopsis
Naoko Sugita et Heisuke Sugita forment un couple modèle, uni depuis plusieurs années par un amour solide et profond. Ensemble, ils ont une fille de 16 ans, Monami. Sensible à la crise que traverse sa fille, Naoko décide de partir quelques jours en tête-à-tête avec elle. Mais sur le trajet, au détour d’un virage, leur voiture quitte la route enneigée. Aussitôt appelé au chevet de sa famille, Heisuke doit affronter l’indicible, sa femme et sa fille ont toutes deux sombré dans un profond coma. Naoko ne reprend conscience que quelques instants, le temps de serrer une dernière fois la main de sa fille. Au moment même où celle-ci ouvre enfin les yeux, Naoko s’éteint. Déchiré entre la douleur d’avoir perdu sa femme et la joie de retrouver sa fille, Heisuke s’aperçoit que l’esprit de sa femme semble s’être glissé dans le corps de sa fille.

## Fiche technique
- Titre : Himitsu
- Réalisation : Yōjirō Takita
- Scénario : Hiroshi Saitō (ja), d'après un roman de Keigo Higashino
- Photographie : Naoki Kayano (ja)
- Musique : Ryūdō Uzaki (en)
- Pays d'origine :  Japon
- Langue originale : japonais
- Format : couleur - 2,35:1
- Genre : drame
- Durée : 119 minutes[1]
- Dates de sortie : 
  - Japon : 25 septembre 1999 (sortie en salles)[1]

## Distribution
- Ryōko Hirosue : Monami Sugita / Naoko Sugita
- Kaoru Kobayashi : Heisuke Sugita
- Kayoko Kishimoto : Naoko Sugita
- Ken Kaneko (pl) : Fumio Kajikawa
- Yuriko Ishida : Taeko Hashimoto
- Hideaki Itô : Haruki Soma
- Tomoe Shinohara : Kuniko Kimura
- Rie Shibata : Kazuko Yoshimoto
- Ren Ōsugi : Hiroyuki Kajikawa
- Hatsuo Yamaya : Naoko Sugita
- Kimihiro Reizei : Tomio

## Distinctions
Sauf indication contraire, les informations mentionnées dans cette section peuvent être confirmées par la base de données cinématographiques IMDb,  présente dans la section « Liens externes ».

### Récompenses
- 2000 : prix de la meilleure actrice pour Ryōko Hirosue et du meilleur scénario pour Hiroshi Saitō (ja) au festival international du film de Catalogne[2]

### Sélections
- 2000 : prix du meilleur acteur pour Kaoru Kobayashi, de la meilleure actrice pour Ryōko Hirosue et de la meilleure actrice dans un rôle secondaire pour Kayoko Kishimoto aux Japan Academy Prize[3]
- 2000 : en compétition pour le prix du meilleur film au festival international du film de Catalogne[2]